# 더스틴 오핼러런
더스틴 오핼러런(Dustin J. O'Halloran, 1971년 9월 8일)은 미국인이며, 피아니스트 겸 작곡가이다.
홀로 7살부터 독학한 그는 LA(산타모니카 컬리지에서 예술을 공부했던 곳이자, 세라 로이(Sara Loy)와 그룹 데익스(Deyics)로서 앨범 "Dreampop"을 만들었던 곳), 이탈리아와 베를린에서 살아왔다.
오핼러런은 벨라유니언 레이블에서 Piano Solos Vol. 1 (2004)와 Piano Solos Vol. 2 (2006) 두 앨범을 발매했다. 그리고 솔로 라이브 앨범 Vorleben을 한정판으로 소닉 피시스에서 2010년에 발매했다.
그는 팻캣 레코드의 오케스트라 전용 출판사인 13701과 계약했다. 그리고 그의 첫 번째 앨범, Lumiere가 2011년 2월에 발매되었다.
그 앨범에는 다양한 게스트 뮤지션 중에서 ACME 4중주단과 스타스 오브 리드(Stars of the Lid)의 애덤 윌치(Adam Wiltzie)와 피터 브로더릭(Peter Broderick)가 참여했다. Vorlenben은 Fat Cat에서 2011 6월 재발매되기도 했다.
그 해 윌치와 함께 A Winged Victory For The Sullen라는 앨범이 이레이즈드 테이프스 레코드에서 발매되었다.
오핼러런은 소피아 코폴라의 2006년 영화 마리 앙투아네트에 몇 개의 OST를 제공했고, 그 이후에 윌리엄 올슨의 아메리칸 어페어(2010)와 드레이크 도리머스의 라이크 크레이지(2011)에서도 OST를 작곡했다.
2012년에는 올 파커의 나우 이즈 굿 (2012)와 The Other Dream Team (Marius Markevicius, 2012)를 작곡했다.
오핼러런은 공감각능력을 지니고 있다.

## 음반
- Piano Solos (Bella Union, September 13, 2004)
- Piano Solos Vol. 2 (Filter Recordings, October 10, 2006)
- An American Affair: Original Motion Picture Soundtrack (Filter Recordings, May 5, 2009)
- Vorleben (Sonic Pieces, April 16, 2010)
- Lumiere (130701, February 2011)
- A Winged Victory for the Sullen (Erased Tapes Records, September 8, 2011) (with Adam Wiltzie)
- Like Crazy: Original Motion Picture Soundtrack (Relativity Music Group, October 24, 2011)

## 영화
- 올드 가드(2020) : 음악